# Linpu (köpinghuvudort i Kina, Zhejiang Sheng, lat 30,04, long 120,24)
Linpu är en köpinghuvudort i Kina. Den ligger i provinsen Zhejiang, i den östra delen av landet, omkring 24 kilometer söder om provinshuvudstaden Hangzhou. Antalet invånare är 60 355. Befolkningen består av 30 381 kvinnor och 29 974 män. Barn under 15 år utgör 12,0 %, vuxna 15-64 år 76 %, och äldre över 65 år 10,0 %.
Runt Linpu är det tätbefolkat, med 442 invånare per kvadratkilometer. Närmaste större samhälle är Puyan, 15,7 km nordväst om Linpu. Trakten runt Linpu består till största delen av jordbruksmark.
Genomsnittlig årsnederbörd är 2 020 millimeter. Den regnigaste månaden är juni, med i genomsnitt 365 mm nederbörd, och den torraste är januari, med 79 mm nederbörd.